# Linnaemya setifrons
Linnaemya setifrons är en tvåvingeart som beskrevs av Zimin 1954. Linnaemya setifrons ingår i släktet Linnaemya och familjen parasitflugor. Inga underarter finns listade i Catalogue of Life.